# Мост Конрада Аденауэра (Бонн)
Мост Конрада Аденауэра (нем. Konrad-Adenauer-Brücke) — автодорожный железобетонный балочный мост через Рейн, расположенный в городе Бонне (Германия, федеральная земля Северный Рейн-Вестфалия). Мост соединяет городские районы Бёйель и Рамерсдорф (de:Ramersdorf (Bonn)). По мосту проходит автобан № 562 (de:Bundesautobahn 562).

Мост носит имя первого федерального канцлера ФРГ Конрада Аденауэра.

Мост Конрада Аденауэра является самым южным мостом через Рейн в федеральной земле Северный Рейн-Вестфалия.
Выше по течению находится мост Райффайзен, ниже — Мост Кеннеди.

## История
Строительства моста по проекту архитектора Герда Ломера велось с 1967 по 1972 годы. В начале строительства моста предполагалось, что он получит имя Южный мост, но после смерти Аденауэра в 1967 году было принято решение присвоить мосту его имя.

Торжественное открытие моста состоялось 11 декабря 1972 года в присутствии федерального министра транспорта, почты и связи Лаурица Лауритцена.

С октября 2003 по январь 2005 годов были проведены работы по ремонту и укреплению мостовых конструкций.

## Конструкция
- Высота над уровнем реки — 4,50-9,25 м
- Схема пролетов — 150,0 м — 230,0 м — 150,0 м
- Главный пролёт — 230,0 м
- Длина моста — 480 м
- Длина моста с подъездными эстакадами — 770 м
- Схема пролётов подъездных эстакад — 50 м — 4×60 м.
- Ширина моста — 39,2 м
- Площадь дорожного полотна — 18 816 м²